# Blace (Blace, Srbija)
Blace (srpski: Блаце) je grad i općina u Topličkom okrugu u Srbiji. Po popisu iz 2002., grad je imao 5.465, a općina 13.759 stanovnika.